# Francis Rawn Shunk

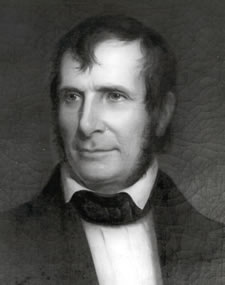
Francis Rawn Shunk

Francis Rawn Shunk (* 7. August 1788 in Trappe, Pennsylvania; † 20. Juli 1848 in Harrisburg, Pennsylvania) war ein US-amerikanischer Politiker und von 1845 bis 1848 der zehnte Gouverneur des Bundesstaates Pennsylvania.

## Frühe Jahre
Nach seiner Schulzeit begann Shunk im Alter von 15 Jahren selbst als Lehrer zu unterrichten. Nach einem Jurastudium wurde er im Jahr 1816 als Rechtsanwalt zugelassen. Bereits seit 1810 war er bei der Verwaltung des Staates Pennsylvania angestellt. Während des Krieges von 1812 gehörte er zu den Truppen, die die Stadt Baltimore erfolgreich gegen die Briten verteidigten.

## Politischer Aufstieg
Nach dem Krieg wurde er in der Verwaltung des Staatsparlaments angestellt. Diesen Posten verdankte er dem damaligen Gouverneur William Findlay, der 1820 auch sein Schwiegervater wurde. Zwischen 1829 und 1839 war Shunk Sekretär einer Kommission zur Überwachung des Ausbaus der Wasserstraßen (Board of the Canal Commission). In dieser Zeit wurden viele Kanäle in Pennsylvania gebaut bzw. erweitert. Shunk war Mitglied der Demokratischen Partei, die sich in jenen Jahren eine heftige Auseinandersetzung mit der kurzlebigen Anti-Masonic Party lieferte. Die politischen Spannungen, auch innerhalb der Demokraten, führten unter anderem zu dem Vorschlag der Gründung eines zweiten Staatsparlaments, der aber nicht verwirklicht wurde. Shunk setzte sich für einen Ausgleich zwischen den streitenden Gruppen ein. Gouverneur David Rittenhouse Porter (1839–1845) ernannte Shunk zum Secretary of the Commonwealth von Pennsylvania. Von diesem Amt trat er aber vorzeitig zurück, weil er seiner Meinung nach nicht genug Machtbefugnisse zugestanden bekam. Er zog nach Pittsburgh und arbeitete dort als Rechtsanwalt. Dort erreichte ihn 1844 die Nachricht, dass er von seiner Partei als Kandidat für die 1845 anstehende Gouverneurswahl ernannt worden war. Dies war nur durch den Tod des eigentlich vorgesehenen Kandidaten Henry A. P. Muhlenberg möglich geworden. Shunk war als Kandidat der innerparteilichen Aussöhnung nominiert worden und es gelang ihm auch, sich gegen den Whig-Kandidaten Joseph Markle durchzusetzen.

## Gouverneur von Pennsylvania und Lebensende
Francis Shunk trat sein neues Amt am 21. Januar 1845 an. In seine Amtszeit fiel der Mexikanisch-Amerikanische Krieg. Zu diesem Krieg musste auch Pennsylvania eine militärische Truppe abstellen, die der Gouverneur zusammenstellte. Er versuchte auch durch eine umsichtige Haushaltspolitik den Staatshaushalt auszugleichen bzw. das Defizit zu verringern. Der Gouverneur war auch gegen eine einseitige Bevorzugung von Bank- und Geschäftsinteressen. Er unterstützte die Armen und trat für einen sozialen Ausgleich ein. Auch die Schulpolitik wurde von ihm gefördert. Zur Verbesserung der Transportsituation wurde 1846 mit der Pennsylvania Railway eine Staatsbahn gegründet. Nach Ablauf seiner ersten Amtszeit wurde Shunk 1847 erneut in dieses Amt gewählt. Er trat seine zweite Amtszeit im Januar 1848 an, musste aber bereits am 9. Juli 1848 zurücktreten, weil er hoffnungslos an Tuberkulose erkrankt war. Er starb schon wenige Tage später, am 20. Juli, an dieser Krankheit. Der genaue Sterbeort ist nicht bekannt. Nach der Abdankung Shunks wurde entsprechend der Verfassung der Senatspräsident William Freame Johnston dessen Nachfolger, allerdings wurde er erst 17 Tage später in dieses Amt eingeführt, so dass für diese Zeit das Amt des Gouverneurs nicht besetzt war. Francis Shunk war mit Jane Findlay, der Tochter von Ex-Gouverneur William Findlay, verheiratet. Das Paar hatte drei Kinder.